# Eberhard Schlichter
Kurt Eberhard Schlichter (* 5. August 1938; † 6. Januar 2005 in Dresden) war ein deutscher Jurist und Oberlandeskirchenrat. Er war stellvertretender Präsident des Evangelisch-Lutherischen Landeskirchenamtes Sachsen und nahm im 2. Halbjahr 1989 während der  Wende und friedlichen Revolution in der DDR als in dieser Zeit amtierender Präsident des Landeskirchenamtes hohe kirchenleitende Verantwortung wahr.

## Leben und Werk
Nach seiner Ausbildung trat Schlichter in den mittleren kirchlichen Verwaltungsdienst in Dresden ein und erhielt 1963 eine Anstellung im Landeskirchenamt der Evangelisch-Lutherischen Landeskirche Sachsens. Nach drei Jahren nahm er eine berufsbegleitende Ausbildung für den höheren kirchlichen Verwaltungsdienst auf, die er 1973 als Kirchenjurist abschloss. Als solcher war er zunächst in der Kirchenamtsratsstelle in Dresden tätig. 1975 wurde Schlichter zum Kirchenrat und im folgenden Jahr zum Oberlandeskirchenrat und Mitglied der Kirchenleitung Sachsens ernannt. Mit 61 Jahren ging er 1999 in den Ruhestand.
Bedeutung erlangte Schlichter vor allem in den vielfältigen Konflikten zwischen Staat und Kirche am Ende der DDR-Zeit, in denen er als Stellvertreter des hochbetagten Präsidenten des Landeskirchenamtes Kurt Domsch diesen zunehmend auch bei zahlreichen Beratungen mit staatlichen Stellen, darunter des Rates des Bezirkes Dresden und der Bezirksbehörde Dresden des Ministeriums für Staatssicherheit, vertrat. Als Domsch ab Juli 1989 das Präsidentenamt krankheitsbedingt nicht mehr wahrnehmen konnte, übernahm Schlichter bis Dezember 1989 kommissarisch diese Funktion als amtierender Präsident. Gemeinsam mit Landesbischof Johannes Hempel bat er beispielsweise 1989 den 1. Sekretär der Bezirksleitung der SED, Hans Modrow, für den geplanten Bau des Reinstsiliziumwerkes in Dresden-Gittersee einen anderen Standort zu wählen. Gegenüber dem Rat des Bezirkes Dresden setzte sich Schlichter vehement für die Beibehaltung der Bittgottesdienste 1989 ein. Auch das Ministerium für Staatssicherheit zitierte ihn ins Haus und warnte vor einer Eskalation der Ereignisse in Zusammenhang mit der Bittandachten wegen des geplanten Baues in Gittersee.
An der Friedlichen Revolution in der DDR beteiligte sich Schlichter aktiv. So war er an Gesprächen in der Nikolaikirche in Leipzig beteiligt oder gab in der Wendezeit Flugblätter mit der Kanzelabkündigung des Bischofs Johannes Hempel vom 15. Oktober 1989 an alle drei Dresdner Kirchenbezirke mit seiner Unterschrift in Umlauf. Bereits zuvor hatte er gemeinsam mit Bischof Hempel am 10. Oktober 1989 ein Flugblatt an die drei Vorsitzenden der Räte der Bezirke in Dresden, Leipzig und Karl-Marx-Stadt verfasst, in denen beide öffentlich die sofortige Freilassung der im Zuge der Demonstrationen am 7. Oktober 1989 Inhaftierten forderten. Am 12. Oktober waren die inhaftierten Personen nicht zuletzt auch wegen des persönlichen Einsatzes von Hempel und Schlichter wieder auf freiem Fuß.
Im Zusammenhang mit den Prager Botschaftsflüchtlingen und der Fahrt der Flüchtlingszüge aus Prag durch Dresden 1989 war auch Schlichter unmittelbar betroffen, da 26 Menschen in der Dresdner Dreikönigskirche Zuflucht genommen hatten, über deren Schicksal entschieden werden musste.